# 派屈克·史威茲
派屈克·韋恩·史威茲（1952年8月18日—2009年9月14日），美國演員、歌手和舞蹈家。在1987年以熱舞電影《熱舞17》一片竄紅，隨後與狄美·摩亞合演的《第六感生死戀》更是轟動一時，打開史威茲知名度。

## 生平

### 早年生活
帕特里克·韋恩·斯威茲（Patrick Wayne Swayze）於1952年8月18日生於得克薩斯州休斯敦，是編舞舞蹈家帕特西·斯威茲（née Karnes; 1927–2013）和工程製圖員傑西·韋恩·斯威茲（Jesse Wayne Swayze（1925–1982）的次子。他有一個姐姐維琪（1949-1994），兩個弟弟，演員唐（生於1958年）和肖恩（生於1962年）。Swayze的祖先是多塞特郡布里德波特的英國人約翰·斯瓦西（John Swasey，1619–1706年）。在大遷徙期間，斯瓦西（Swasey）登上了復興號（The Recovery），最終抵達馬薩諸塞州。 他與埃塞克斯（Essex）的凱瑟琳·金（Katherine Kinge）結婚，最終育有七個孩子。 他們的孫子塞繆爾（Samuel）是法官，是最早使用Swayze拼寫的人之一。
史威茲大多時間生活在德州橡樹森林（Oak Forest）一帶，他的芭蕾舞訓練則是在紐約市的一間芭蕾舞學校學成的。

### 事業
在派拍电影前先演电视数年，代表作為美国南北战争影集《南與北》，派屈克演一南军军官声名大噪。约1980年代中，史威茲轉向逐漸打入電影畀。

### 私人生活
史威茲的妻子為麗莎·妮米（Lisa Niemi），兩人交往時麗莎年僅15歲，當時她正在學習舞蹈，兩人於1975年6月12日結婚，婚後兩人並無子女。
史威茲雖然從小信仰天主教，不過他同時也信仰巴哈伊教、佛教和山達基教，沒有固定的宗教信仰。

### 末期癌症
2008年1月末，史威茲被診斷出罹患胰腺癌，隨後在史丹福大學醫學中心接受化療。3月5日，路透社報導指出：「史威茲因為罹癌似乎活不久了，不過目前看起來治療的反應良好。」史威茲的醫師證實史威茲確實罹癌，但是並不像媒體所說的不樂觀。不過也有一些報導指出史威茲最多只能活五週而已。
2009年9月14日，史威茲因胰腺癌病逝於家中，享年57歲。

## 電影作品
| 年度   | 片名                        | 角色        | 備註                     |
| ------ | --------------------------- | ----------- | ------------------------ |
| 1983年 | 《小教父》                  | 戴洛·柯提斯 |                          |
| 1983年 | 《長驅直入》                | 凱文·史考特 |                          |
| 1984年 | 《天狐入侵》                | 傑德        |                          |
| 1987年 | 《熱舞17》                  | 強尼        |                          |
| 1989年 | 《血海翻天》                | 杜魯門·蓋茲 | 金酸莓獎最差男主角獎提名 |
| 1989年 | 《威龍殺陣》                | 道頓        | 金酸莓獎最差男主角獎提名 |
| 1990年 | 《第六感生死戀》            | 山姆        |                          |
| 1991年 | 《驚爆點》                  | 柏迪        |                          |
| 1992年 | 《歡喜城(The City of Joy)》 | Max Lowe    |                          |
| 1993年 | 《頭號公敵(Father Hood)》   | 傑克        |                          |
| 1995年 | 《來自星空的願望》          | 傑克        |                          |
| 1995年 | 《豔倒群雌》                | 薇達        |                          |
| 1995年 | 《神兵總動員》              | 佩克斯·比爾 |                          |
| 1998年 | 《火爆任務》                | 傑克        |                          |
| 1998年 | 《殺手之約》                | 雷斯        |                          |
| 2001年 | 《怵目驚魂28天》            | 吉姆        |                          |
| 2001年 | 《戰地風雲》                | 吉姆        |                          |
| 2002年 | 《兩對冤家一張床》          | 洛伊        |                          |
| 2003年 | 《11點14分》                | 法蘭克      |                          |
| 2004年 | 《熱舞十七2：情迷哈瓦那》   | 舞蹈教練    |                          |
| 2006年 | 《殺手妙管家》              | 蘭斯        |                          |

## 外部連結
- 派屈克·史威茲在互联网电影资料库（IMDb）上的資料（英文）
- 互聯網百老匯資料庫（IBDB）上派屈克·史威茲的資料（英文）

| 上一届： 湯姆·克魯斯 | 時人雜誌年度最性感男人 1991年 | 下一届： 尼克·諾特 |